# Löwe (Schauspielerfamilie)
Löwe ist der Name einer deutschen Familie von Theaterschauspielern. Mitglieder der Familie waren im 18. und 19. Jahrhundert an Bühnen in Deutschland und Österreich erfolgreich. Durch Zuordnungsfehler in der älteren Literatur, die bei einer verzweigten und reisenden Schauspielerfamilie mit ähnlichen Vornamen nicht verwunderlich sind, ist die Stammfolge lange unklar geblieben und, wie der Familienartikel in der Allgemeinen Deutsche Biographie beklagte, „noch immer nicht gänzlich aufgehellt“. Zur Familie gehören:

## Johann Karl Löwe
Johann Karl Löwe, auch Johann Carl Löwe (* 1731 in Dresden; † 5. Januar 1818 in Bromberg) ist der Stammvater dieser Familie.
Er war, zusammen mit seiner Frau Katharina Magdalena Ling (* 1745), bei verschiedenen Truppen (unter anderem in Berlin) angestellt und führte längere Zeit auch die Direktion des Hoftheaters in Schwedt. Er glänzte in komischen, seine Frau besonders in Soubrettenrollen.

## Johann Heinrich Löwe
Johann Heinrich Löwe (* 1766 in Berlin; † 30. Januar 1837 in Gnesen, beerdigt in Bromberg) ist der erste Sohn von Johann Karl Löwe.
Er bildete sich in Berlin unter der Leitung des Konzertmeisters Haak, trat in die Dienste des Markgrafen von Brandenburg-Schwedt, privatisierte eine Zeitlang in Hamburg und wurde 1791 Konzertmeister in Bremen, später Musikdirektor. Der Druck der Kriegszeiten – während der Herrschaft der Franzosen hatte er sein Gehalt als Musikdirektor verloren – und die Erblindung eines Auges veranlassten ihn 1815 zur Abreise aus Bremen. Er zog zu seinen Verwandten nach Bromberg und erwarb ein Gut mit Ziegelei. Als Gutsbesitzer lebte er dort noch 1835, ohne deswegen seine Hingabe zur Musik völlig aufzugeben. Er machte sich auch als Komponist und Virtuose auf der Violine, der Bratsche und dem Pianoforte bekannt. Zu seinen bedeutendsten Kompositionen gehören u. a. zwei Konzerte für die Violine mit Begleitung des Orchesters in D- und E-Dur (1795 und 1798), ein Notturno für ein achtstimmiges Orchester und drei große Sonaten für Piano mit Violin- und Violoncello-Begleitung. Als Virtuosen wurde ihm seine Sicherheit im Vorspielen von Sinfonien sowie seine Fertigkeit und Präzision in der Überwindung der Schwierigkeiten beim Konzertspielen nachgerühmt. Besonders wusste er in den Geist der Quartette von Haydn einzudringen. Löwe ist der Virtuose in dem humoristischen Epos Pentaide oder das Quintett von Wilhelm Christian Müller, der dort als frohlauniger Gesellschafter geschildert wird.

## Friedrich August Leopold Löwe
Friedrich August Leopold Löwe (* 1767 in Schwedt; † 28. Oktober 1839 in Bromberg) ist der zweite Sohn von Johann Karl Löwe.
Er war Theaterdirektor in Lübeck sowie Sänger und Schauspieler. Seine Operette „Die Insel der Verführung“ fand allgemeinen Beifall.

## Dorothea Friederike Amalie Löwe
Dorothea Friederike Louise Amalie Löwe (* 4. November 1778 in Schwedt; † 12. August 1855 in Bromberg) war die Tochter von Johann Karl Löwe und wurde von diesem für die Bühne ausgebildet. 1798 begann sie ihre Laufbahn in Braunschweig, ging dann nach Hamburg, und danach nach Lübeck zu ihrem Bruder Leopold Löwe. Hier wirkte sie längere Zeit. 1804 heiratete sie den Schauspieler Karl August Ferdinand Richardi (1769–1822) und ging mit ihm 1811 zu ihrem Schwager Johann Carl Löwe († 1843) nach Bromberg, wo Richardi eine Tabakfabrik übernahm.

Sophie Löwe, Lithographie von Leopold Fischer, um 1840

## Ferdinand Löwe
Ferdinand Löwe (* im Oktober 1787 in Rathenow; † 13. Mai 1832 in Wien) war ein Sohn des Schauspielerehepaares August Friedrich Löwe (1756–1807) und Therese (bzw. Maria Theresia) Löwe, geb. Meyer (geb. 1762).
Er wirkte nacheinander an den Bühnen zu Magdeburg, Braunschweig, Düsseldorf, Kassel, Leipzig, Mannheim und Frankfurt und war namentlich als Held im Trauerspiel ausgezeichnet.

## Johanna Sophie Löwe
Johanna Sophie Löwe, auch Sofie Johanna Löwe (* 24. März 1815 in Oldenburg; † 29. November 1866 in Pest), eine der berühmtesten Sängerinnen Deutschlands, ist die erste Tochter von Ferdinand Löwe.
Sie bildete sich seit 1831 in Wien unter Ciccimarra und trat 1832 mit solchem Glück im Kärntnerthoftheater auf, dass sie engagiert wurde. Eine Gastspielreise in Norddeutschland hatte 1837 ihr Engagement an der Berliner Hofbühne zur Folge. Nach mehreren Kunstreisen nach England, Frankreich und Italien vermählte sie sich 1848 mit dem k. k. Feldmarschallleutnant Prinzen Friedrich von und zu Liechtenstein.
Mit vollendeter Gesangskunst vereinigte sie ein nuanciertes, geistreiches Spiel. Ihr Organ war weniger imposant als voll und gediegen. Mit gleicher Virtuosität war sie in der deutschen, italienischen und französischen Schule heimisch.

## Feodor Franz Ludwig Löwe

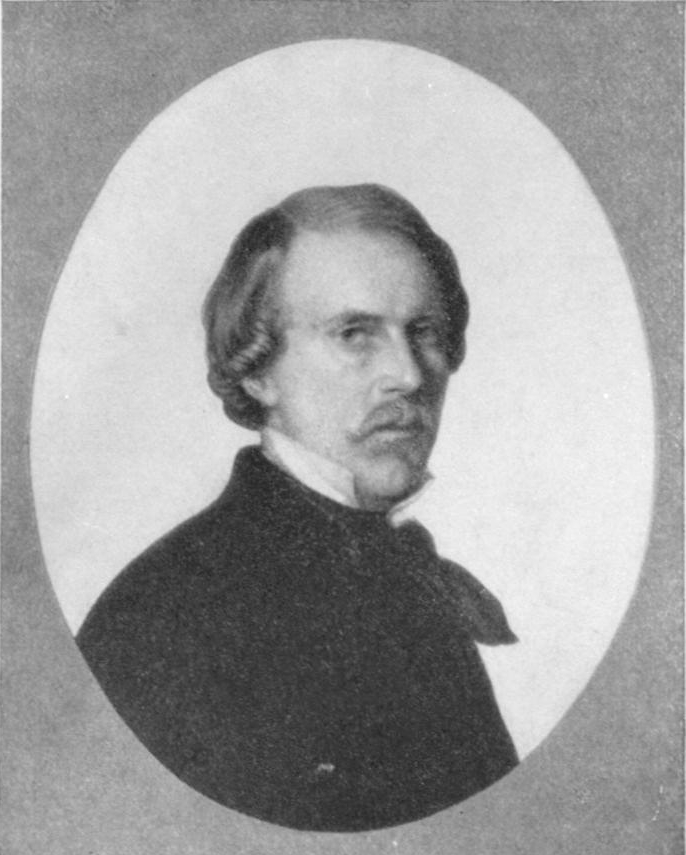
Porträt von Feodor Löwe

Feodor Franz Ludwig (seit 1881) von Löwe (* 5. Juli 1816 in Kassel; † 20. Juni 1890 in Stuttgart) ist der Sohn von Ferdinand Löwe.
Er wirkte erst an den Bühnen zu Hamburg und Frankfurt, seit 1841 an der Hofbühne zu Stuttgart, wo er sich namentlich auch als Regisseur Ruf erworben hat. Er reiht sich den tüchtigsten Künstlern seiner Zeit würdig an; insbesondere gelten sein Hamlet, sein Leicester (in Maria Stuart) sein Faust, Bolingbroke und Karl Moor für vollendete Kunstleistungen. Auch hat er durch Schwung und Formschönheit ausgezeichnete Gedichte (Stuttg. 1854, 2. Aus. 1860), Neue Gedichte (1875) sowie Freimaurerdichtungen: Den Brüdern (2. Aufl., Leipz. 1874), Aus eigner Werkstatt (Stuttg. 1.881), Zwischen den drei Säulen (das. 1884) u. a. veröffentlicht.

## Lilla Löwe
Lilla Karolina Therese Julia Löwe (* 28. März 1818 in Leipzig; † 8. November 1908 in Wiesbaden) ist die zweite Tochter von Ferdinand Löwe.
Sie betrat 1833 die Bühne in Mannheim mit dem besten Erfolg, war erst hier, später und bis 1844 in Petersburg engagiert und entfaltete im Fach der naiven jugendlichen Liebhaberinnen ein schönes Talent, verließ aber das Theater seit ihrer Vermählung mit dem livländischen Freiherrn von Küster.

## Julie Sophie Löwe
Julie Sophie Löwe, auch Julie Sofie Löwe (* 1786 in Dresden; † 11. September 1852 in Wien) war eine Tochter des Schauspielerehepaars August Friedrich Löwe (1756–1807) und Therese (bzw. Maria Theresia) Löwe, geb. Meyer (geb. 1762); Schwester von Henriette Caroline Gerstel, Ludwig Löwe und Ferdinand Löwe. Ihr Sohn Alexander Löwe war Chemiker.
Sie war bis 1809 Mitglied des Petersburger deutschen Theaters, kam später nach Prag, 1812 an das Theater in Wien und war von 1813 bis 1842 im Hofburgtheater in Wien, namentlich im höheren Lustspiel und Konversationsstück.

## Ludwig Löwe

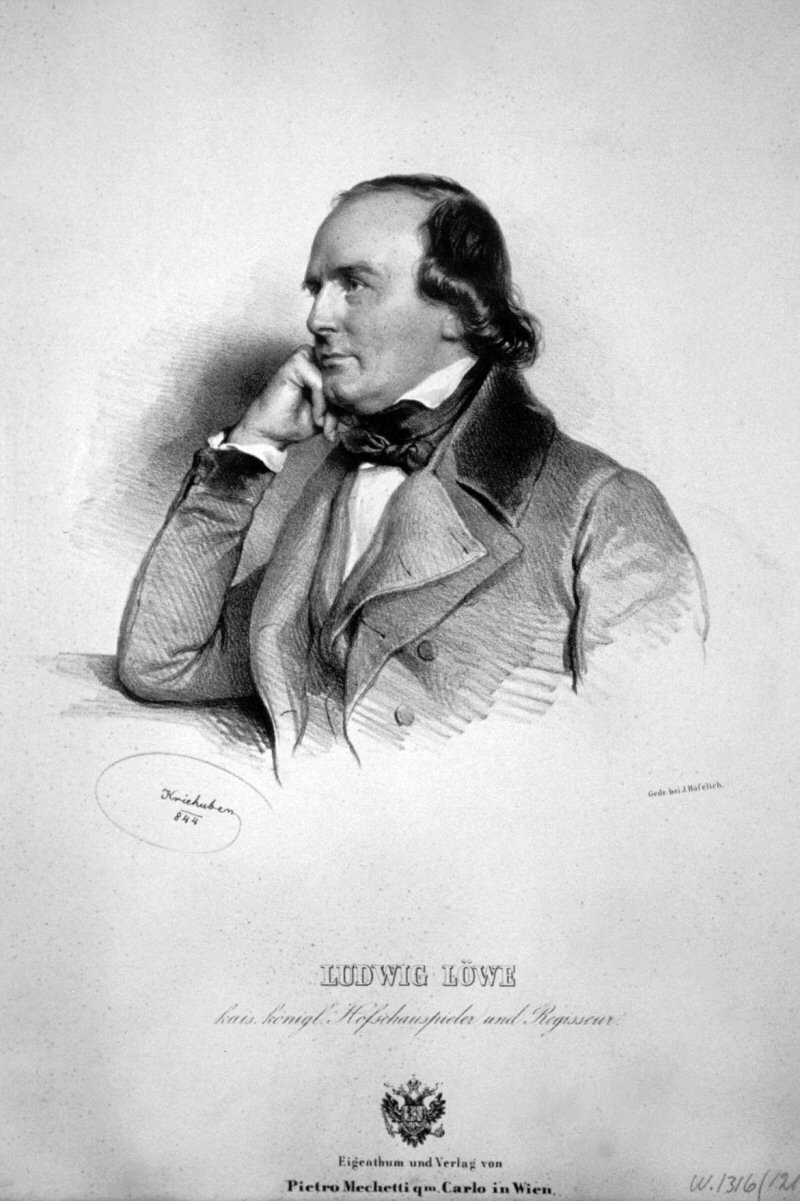
Johann Daniel Ludwig Löwe, Lithographie von Joseph Kriehuber, 1844

Johann Daniel Ludwig Löwe (* 29. Januar 1795 in Rinteln; † 7. März 1871 in Wien), der berühmteste unter den männlichen Sprossen der Familie, ist der zweite Sohn des Schauspielerehepaars August Friedrich Löwe (1756–1807) und Therese (bzw. Maria Theresia) Löwe, geb. Meyer (geb. 1762); Bruder von Henriette Caroline Gerstel, Julie Sophie Löwe und Ferdinand Löwe.
Er trat 1808 in die Kindergesellschaft des Direktors Ruth ein. 1810 später kam Löwe durch seine Schwester Julie (Sophie), Hofschauspielerin, nach Wien und konnte durch deren Vermittlung bereits am 9. Februar 1811 am Hofburgtheater in Die Verwandtschaften erstmals (als vom Magdeburger-Theater angekündigt) auftreten. Da trotz Auftritt in einem weiteren Stück Löwe am Hofburgtheater nicht bleiben konnte, ging er, gestützt auf ein Empfehlungsschreiben von Carl Wilhelm Koch und Karl Friedrich Krüger, nach Prag, wo er noch 1811 engagiert wurde. Löwe wirkte bis 1819 in Prag, zunächst im Fach der niederen Komik, später auch in Liebhaber- und Heldenrollen. 1821 folgte er einem Ruf an die Hofbühne zu Kassel, 1826 einem solchen an das Hofburgtheater zu Wien, an dem er 1838 Regisseur, später Ehrenmitglied wurde.
Löwe hat auf fast allen bedeutenden Bühnen gastiert und überall mit gleichem Beifall. Ausgezeichnetes leistete er namentlich in Rollen, welche ein psychologisches Studium bedingen. Im Lustspiel glänzte er durch feinen, ungezwungenen Ton, liebenswürdigen Humor und die Sicherheit, mit der er den gesellschaftlichen Anstand behauptete.

## Anna Löwe

Anna Löwe, Lithographie von August Prinzhofer, 1846

Anna (Nina) Löwe (* 1821 in Kassel; † 27. April 1884 in Lemberg) war die Tochter von Johann Daniel Ludwig Löwe.
Sie war eine geschätzte Schauspielerin im Fach der jugendlichen Liebhaberinnen und in hochtragischen Rollen. Sie hatte 1833 am Hofburgtheater debütiert, gehörte diesem bis 1849 als Mitglied an und war darauf in Lemberg engagiert, wo sie schließlich 1869 bis 1871 das Lemberger Theater leitete. 1871 heiratete sie Graf Alexander Potocki (* 1817). Darauf zog sie sich vom Theater endgültig zurück. Verwitwet, wurde sie in Lemberg zu einer der engsten Vertrauten des um dreißig Jahre jüngeren August Sauer.